# Radowo Małe (gmina)
Radowo Małe (1945-46 gmina Radówko Małe) – gmina w Polsce położona w środkowej części powiatu łobeskiego, w województwie zachodniopomorskim.
Siedzibą gminy jest wieś Radowo Małe. Na 114 gmin należących do województwa zachodniopomorskiego zajmuje 61. pozycję pod względem powierzchni oraz 97. miejsce pod względem ludności. Gmina stanowi 16,9% powierzchni powiatu i zamieszkuje ją 9,8% ludności powiatu. Sąsiednie gminy: Dobra, Łobez, Resko i Węgorzyno (powiat łobeski) oraz Nowogard (powiat goleniowski).
Do 31 grudnia 1998 r. wchodziła w skład województwa szczecińskiego, a w latach 1999–2002 w skład powiatu gryfickiego.
Według danych z 31 grudnia 2019 roku gminę zamieszkiwały 3592 osoby.

## Demografia
Dane z 30 czerwca 2004:
| Opis                              | Ogółem | Ogółem | Kobiety | Kobiety | Mężczyźni | Mężczyźni |
| --------------------------------- | ------ | ------ | ------- | ------- | --------- | --------- |
| Jednostka                         | osób   | %      | osób    | %       | osób      | %         |
| Populacja                         | 3776   | 100    | 1889    | 50      | 1887      | 50        |
| Gęstość zaludnienia [mieszk./km²] | 20,9   | 20,9   | 10,5    | 10,5    | 10,5      | 10,5      |

- Piramida wieku mieszkańców gminy Radowo Małe w 2014 roku[1].

## Przyroda i turystyka
Gmina leży na Wysoczyźnie Łobeskiej i Równinie Nowogardzkiej. Przez zachodnią część gminy przepływa rzeka Ukleja (dopływ Regi) dostępna dla kajaków. W północnej części gminy znajduje się rezerwat Nad Jeziorem Piaski. Tereny leśne zajmują 26% gminy, a użytki rolne 66%.

## Komunikacja
Przez gminę prowadzą drogi wojewódzkie nr 147 łącząca Radowo Małe przez Strzmiele (5 km) z Łobzem (11 km) i Wierzbięcinem (19 km, 8 km od Nowogardu) oraz nr 146 łącząca Siedlice z wsią Strzmiele (5 km) i Dobrą (13 km).
Gmina uzyskała połączenie kolejowe (kolej wąskotorowa) w 1895 r., kiedy wybudowano odcinek z Dobrej Nowogardzkiej do Żelmowa. W 1907 r. linię wydłużono przez Radowo Wielkie (3 km od Radowa Małego) do Reska Północnego Wąsk. Linia została zamknięta w 1989 r.
W gminie czynny jest 1 urząd pocztowy: Radowo Małe (nr 72-314).

## Zabytki

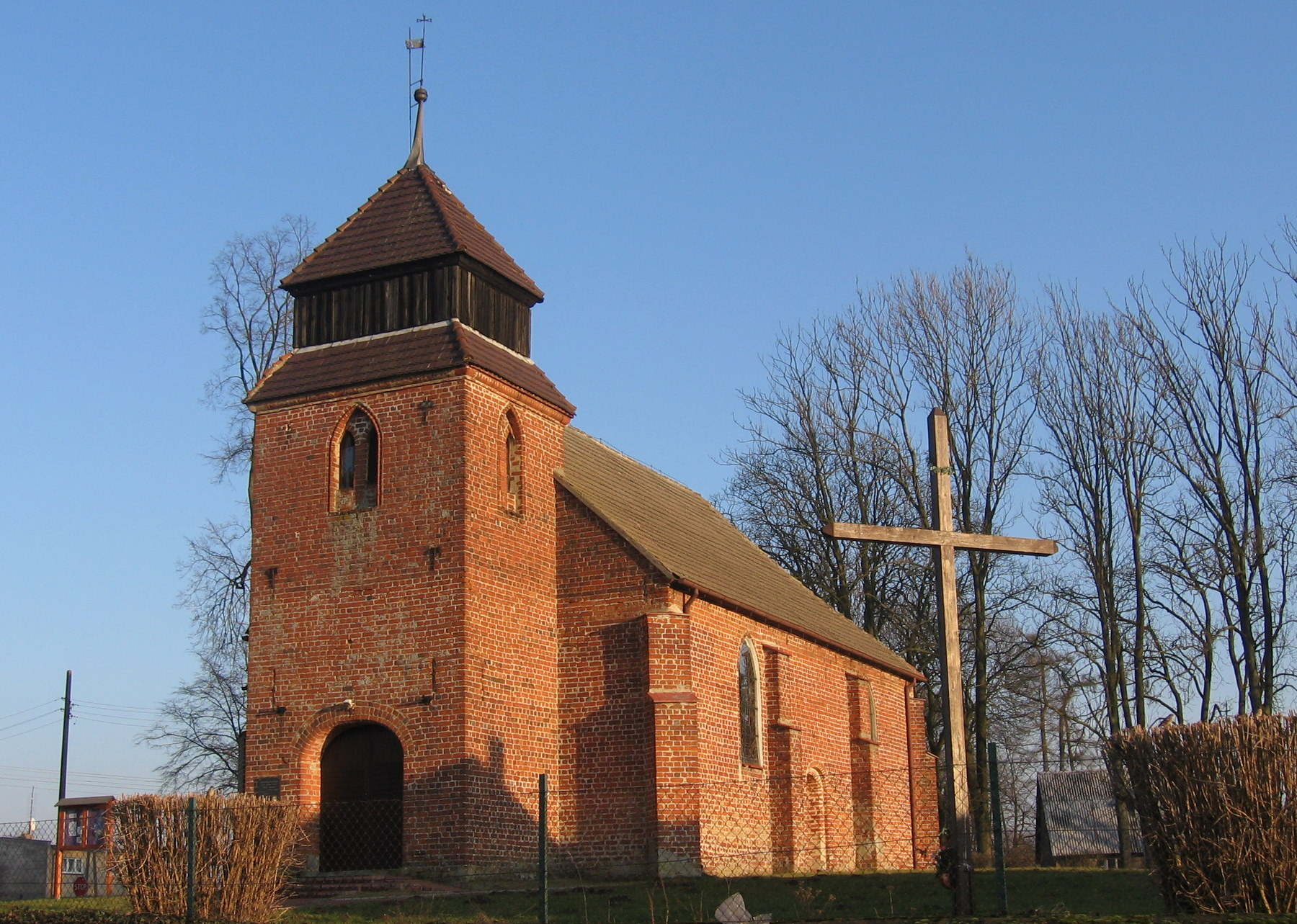
Kościół w Radowie Wielkim

- kościół w Radowie Wielkim (2 połowa XVII w.)
- kościół w Radowie Małym
- kościół w Strzmielach
- pałac w Żelmowie

## Administracja
W 2016 r. wykonane wydatki budżetu gminy Radowo Małe wynosiły 13,2 mln zł, a dochody budżetu 13,7 mln zł. Zobowiązania samorządu (dług publiczny) według stanu na koniec 2016 r. wynosiły 3,3 mln zł, co stanowiło 23,9% poziomu dochodów.

## Miejscowości
Wieś gminna: Radowo Małe. Siedziby sołectw: Borkowo Wielkie, Czachowo, Dobrkowo, Gostomin, Maliniec, Mołdawin, Orle, Pogorzelica, Radowo Wielkie, Rekowo, Rogowo, Siedlice, Sienno Dolne, Smorawina, Strzmiele, Troszczyno i Żelmowo. Miejscowości w sołectwach: Borkowo Małe, Dargomyśl, Gildnica, Karnice, Konie, Kwiatkowo, Krzekowo, Mołdawinek, Radówko, Radzim, Sienno Górne, Sułkowo, Uklejki, Wołkowo.